# 35 (nombre)
« Trente-cinq » redirige ici. Pour l'année, voir 35.
Le nombre 35 (trente-cinq) est l'entier naturel qui suit 34 et qui précède 36.

## En mathématiques
Le nombre 35 est :
- un nombre semi-premier ;
- un nombre composé brésilien car 35 = 556 ;
- le 5e nombre pentagonal, le 5e nombre tétraédrique, le 3e nombre cubique centré et le 4e nombre pentatopique ;
- le nombre d'hexaminos ;
- la somme des cubes des deux premiers nombres premiers (23 + 33 = 35).

## Dans d'autres domaines
Le nombre 35 est aussi :
- Le numéro atomique du brome, un halogène.
- le numéro de la sourate Fatir dans le Coran.
- Le nombre d'années de mariage des noces de rubis.
- Le numéro du département français d'Ille-et-Vilaine.
- L'âge minimum (en années) des candidats aux élections de président des États-Unis ou président de l'Irlande.
- Le score maximum d'une volée de sarbacane sportive
- Le format 35mm est la pellicule la plus utilisée du cinéma argentique.
- Années historiques : -35, 35 ou, au XXe siècle, l'année 1935.
- Autoroute 35
- Ligne 35
- L'avion Mikoyan-Gourevitch MiG-35.

## Citations
"J'aurai sifflé mes trente-cinq chandelles, lorsque A. Nin m'aura compris"
Henry Miller ("Souvenirs, Souvenirs", XXXV)